# Katastrofa samolotu Douglas C-47 A pod Ritoque
Katastrofa samolotu Douglas C-47 A Marynarki Chilijskiej – miała miejsce 17 września 1975 roku w okolicach miejscowości Ritoque (Chile). Śmierć poniosło w niej 9 osób.